# The Vote
The Vote è un'opera teatrale del drammaturgo britannico James Graham, debuttata a Londra nel 2015. La pièce fu ideata da Graham e da Josie Rourke, regista e direttrice artistica della Donmar Warehouse di Londra, apposta per essere messa in scena nel teatro londinese in occasione delle elezioni generali nel Regno Unito del 2015. L'ultima delle rappresentazioni alla Donmar Warehouse andò infatti in scena e fu trasmessa in televisione proprio durante gli ultimi novanta minuti prima del termine delle votazioni, portando quindi in scena il dramma nel momento specifico in cui si svolgono i fatti drammatizzati.

## Trama
Londra, 7 maggio 2015. In un seggio elettorale allestito frettolosamente nella palestra di una scuola elementare nel quartiere di Lambeth, due scrutatrici, Kirsty e Laura, aspettano gli elettori durante gli ultimi novanta minuti disponibili per il voto. Insfastiditi dalle pignolerie del presidente di seggio, i due spettegolano tra loro e si lamentano che nulla di eclatante succede mai durante le votazioni. Tutto cambia quando si accorgono che sono state commesse delle irregolarità: un anziano ha votato due volte. Temendo che l'uomo abbia votato il partito conservatore, Kirsty convince il marito ed il figlio a votare il partito laburista per bilanciare l'errore. Oltre a dover far fronte al possibile broglio, Kirsty e Laura devono accogliere e guidare gli eccentrici elettori che si presentano al seggio e risolvere i piccoli problemi burocratici che insorgono, come una madre e una figlia registrati sotto il medesimo nome. Attendendo lo scadere del tempo, uno spaccato di Gran Bretagna passa per il seggio di Lambeth, attendendo il risultato delle elezioni.

## Storia delle rappresentazioni
The Vote è andato in scena alla Donmar Warehouse di Londra dal 24 aprile al 7 maggio 2015, per la regia di Josie Rourke. La commedia presenta un cast corale di circa quaranta attori e la compagnia della Donmar comprendeva: Judi Dench, Jude Law, Kit Harington, Mark Gatiss, Catherine Tate, Timothy West, Rosalie Craig, Timothy West, Jackie Clune, Madalena Alberto, Bill Paterson, Nina Sosanya ed Hadley Fraser. La scenografia era di Robert Jones, il lighting design di Oliver Fenwick, la colonna sonora di Michael Bruce ed il sound design di Nick Lidster. L'ultima rappresentazione, in concomitanza con gli ultimi novanta minuti effettivi delle votazioni per l'elezioni generali britanniche, fu trasmessa in diretta dal teatro dal canale More4 e fu vista in televisione da oltre mezzo milione di spettatori.
Le recensioni dell'opera furono positive e lodarono lo spitiro farsesco della commedia ma anche la sua studiata apolicità. The Guardian definì The Vote come una delle migliori e meglio riuscite opere teatrali dell'anno, mentre The Telegraph assegnò alla commedia il punteggio massivo di cinque stelle, oltre a lodare la scrittura di Graham e le interpretazioni di Catherine Tate e Mark Gatiss.